# Boeing 747–100

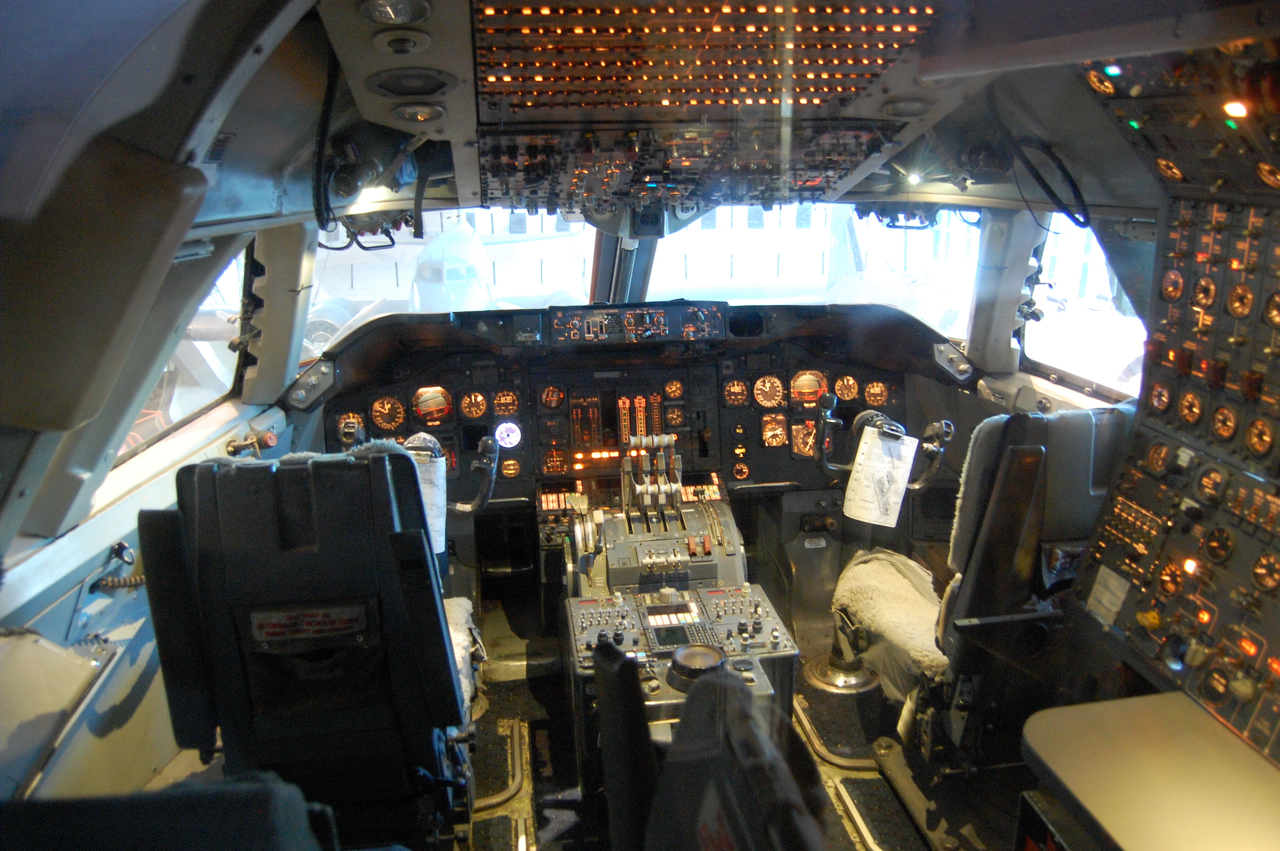
A 747-100 pilótafülkéje

A Boeing 747–100-as, becenevén a Jumbo Jet, a Boeing amerikai repülőgépgyár kétszintes, nagy hatótávolságú, szélestörzsű utasszállító repülőgépe, a Boeing 747-es család első tagja.
A 747-es család első modellje, a 747–100-as, 1968. szeptember 2-án gurult ki az akkor újonnan felépített everetti gyárból. A City of Everett nevet viselő prototípus elsőként 1969. február 9-én emelkedett a levegőbe, és már 1970. január 22-én menetrend szerinti forgalomba állt az első vásárló, a Pan Am színeiben a New York–London útvonalon. Az első járatnak már január 21-én fel kellett volna szállnia, de a hajtóművek túlmelegedtek, és az eredeti repülőgépet használhatatlanná tették a repülésre. Hat óra várakozás után a járat indulását egy nappal későbbre, január 22-ére tették. Az eredeti 747–100-as hatótávolsága teljes üzemanyagfeltöltéssel 7242 kilométer volt.
A típus felső szintjét eredetileg 6 ablakkal látták el (3–3 mindkét oldalon), és ide társalgókat építettek. Néhány évvel később, mikor a légitársaságok a felső szinten kezdték el elhelyezni az első osztályon utazó utasokat, ahelyett hogy azt társalgónak használnák, a Boeing választási lehetőséget adott a légitársaságoknak, hogy 6 vagy 10 ablakos kialakítással rendelhetik meg a gépet. Később ez utóbbi lett az alapváltozat, néhány korábbi példányt is ilyenre alakítottak át.

## Típusváltozatai

### 747–100B
A 747-100 megnövelt utasterű változata. Maximális felszállósúlya 340 000 kg. Csak az Iran Air és a Saudia állította forgalomba.

### 747–SR
A 747SR (SR = Short Range, a.m. „rövid távú”), a rövid távú utazásokra szánt változat. A japán légitársaságok számára készült. Kisebb az üzemanyag-kapacitása és hatótávolsága, viszont több utast szállíthat, mint az alapváltozat.

### 747SP
A 747SP (Special Performance) a 747–100 rövidített törzshosszú változata. Első példánya 1976-ban állt forgalomba a Pan Am-nél. A legutolsó, Boeing 747–8 modellt leszámítva a 747SP az egyetlen olyan változat, amelynek a törzshosszán módosítottak. Hatótávolsága a 747–100-énál lényegesen nagyobb, 12 325 km. 
Az alapváltozatnál gyorsabb, és nagyobb az utazómagassága, de kevesebb utast szállíthat. Nagy hatótávolsága alapján a Boeing a DC–10 konkurensének szánta, a várakozásai azonban nem teljesültek, mindössze 45 db készült belőle.